# Serruria florida
Serruria florida is een soort bloemplant in de familie Proteaceae, endemisch in Zuid-Afrika. Het is bekend onder de namen blozende bruid of trots van Franschhoek.
Deze soort wordt tussen 0,8 en 1,5 meter hoog en 0,5 meter breed. De bladeren zijn fijn en ingesneden en de bloemen zijn wit tot roze en verschijnen in het oorspronkelijke verspreidingsgebied van juli tot oktober.
Het komt voor in het Hottentots Holland Natuurreservaat in de Kaapprovincie.
De soort wordt gekweekt voor de snijbloemenhandel en wordt ook als sierplant gekweekt. Een goed gedraineerde standplaats in de volle zon geniet de voorkeur van deze soort, die droogte verdraagt. Vermeerdering vindt plaats via stekken of zaad, hoewel dit laatste moeilijk kan zijn.